# Groupe D des éliminatoires du Championnat d'Europe de football 2008
Cet article donne le calendrier, les résultats des matches ainsi que le classement du groupe D des éliminatoires de l'Euro 2008.

## Classement
| Rang | Équipe               | Pts | J  | G | N | P  | Bp | Bc | Diff |  | Résultats (▼ dom., ► ext.) |     |      |     |     |     |     |     |
| ---- | -------------------- | --- | -- | - | - | -- | -- | -- | ---- |  | -------------------------- | --- | ---- | --- | --- | --- | --- | --- |
| 1    | Tchéquie             | 29  | 12 | 9 | 2 | 1  | 27 | 5  | +22  |  | Tchéquie                   |     | 1-2  | 1-0 | 3-1 | 2-1 | 1-0 | 7-0 |
| 2    | Allemagne            | 27  | 12 | 8 | 3 | 1  | 35 | 7  | +28  |  | Allemagne                  | 0-3 |      | 1-0 | 2-1 | 0-0 | 4-0 | 6-0 |
| 3    | République d'Irlande | 17  | 12 | 4 | 5 | 3  | 17 | 14 | +3   |  | République d'Irlande       | 1-1 | 0-0  |     | 1-0 | 1-0 | 1-1 | 5-0 |
| 4    | Slovaquie            | 16  | 12 | 5 | 1 | 6  | 33 | 23 | +10  |  | Slovaquie                  | 0-3 | 1-4  | 2-2 |     | 2-5 | 6-1 | 7-0 |
| 5    | Pays de Galles       | 15  | 12 | 4 | 3 | 5  | 18 | 19 | -1   |  | Pays de Galles             | 0-0 | 0-2  | 2-2 | 1-5 |     | 3-1 | 3-0 |
| 6    | Chypre               | 14  | 12 | 4 | 2 | 6  | 17 | 24 | -7   |  | Chypre                     | 0-2 | 1-1  | 5-2 | 1-3 | 3-1 |     | 3-0 |
| 7    | Saint-Marin          | 0   | 12 | 0 | 0 | 12 | 2  | 57 | -55  |  | Saint-Marin                | 0-3 | 0-13 | 1-2 | 0-5 | 1-2 | 0-1 |     |

Les rencontres du groupe D ont été négociées lors d'une réunion entre les participants à Francfort, en Allemagne, le 9 février 2006.
| 2 septembre 2006 | Tchéquie       | 2–1 | Pays de Galles    | Na Stínadlech, Teplice                          |                                                 |
| 20:15 UTC+2      | Lafata 76e 89e |     | 85e (csc) Jiránek | Spectateurs : 16 204 Arbitrage : Jonas Eriksson | Spectateurs : 16 204 Arbitrage : Jonas Eriksson |
| 20:15 UTC+2      | Rapport        |     |                   | Spectateurs : 16 204 Arbitrage : Jonas Eriksson | Spectateurs : 16 204 Arbitrage : Jonas Eriksson |

| 2 septembre 2006 | Slovaquie                                              | 6–1 | Chypre            | Tehelné pole, Bratislava                           |                                                    |
| 20:15 UTC+2      | Škrtel 9e · Mintál 33e 55e · Šebo 43e 48e · Karhan 52e |     | 90e Yiasoumi (en) | Spectateurs : 4 783 Arbitrage : Oleh Oriekhov (en) | Spectateurs : 4 783 Arbitrage : Oleh Oriekhov (en) |
| 20:15 UTC+2      | Rapport                                                |     |                   | Spectateurs : 4 783 Arbitrage : Oleh Oriekhov (en) | Spectateurs : 4 783 Arbitrage : Oleh Oriekhov (en) |

| 2 septembre 2006 | Allemagne    | 1–0 | République d'Irlande | Gottlieb-Daimler-Stadion, Stuttgart                    |                                                        |
| 20:45 UTC+2      | Podolski 57e |     |                      | Spectateurs : 53 198 Arbitrage : Luis Medina Cantalejo | Spectateurs : 53 198 Arbitrage : Luis Medina Cantalejo |
| 20:45 UTC+2      | Rapport      |     |                      | Spectateurs : 53 198 Arbitrage : Luis Medina Cantalejo | Spectateurs : 53 198 Arbitrage : Luis Medina Cantalejo |

| 6 septembre 2006 | Slovaquie | 0–3 | Tchéquie                    | Tehelné pole, Bratislava                       |                                                |
| 20:15 UTC+2      |           |     | 10e 21e Sionko · 57e Koller | Spectateurs : 27 683 Arbitrage : Steve Bennett | Spectateurs : 27 683 Arbitrage : Steve Bennett |
| 20:15 UTC+2      | Rapport   |     |                             | Spectateurs : 27 683 Arbitrage : Steve Bennett | Spectateurs : 27 683 Arbitrage : Steve Bennett |

| 6 septembre 2006 | Saint-Marin | 0–13 | Allemagne | Stade olympique, Serravalle                        |                                                    |
| 20:45 UTC+2      |             |      | 12e 43e 64e 73e Podolski · 29e 47e Schweinsteiger · 30e 45+1e Klose · 35e Ballack · 66e 72e Hitzlsperger · 87e M. Friedrich · 90e (pen.) Schneider | Spectateurs : 5 019 Arbitrage : Selçuk Dereli (en) | Spectateurs : 5 019 Arbitrage : Selçuk Dereli (en) |
| 20:45 UTC+2      | Rapport     |      | | Spectateurs : 5 019 Arbitrage : Selçuk Dereli (en) | Spectateurs : 5 019 Arbitrage : Selçuk Dereli (en) |

| 7 octobre 2006 | Pays de Galles | 1–5 | Slovaquie                                             | Millennium Stadium, Cardiff                      |                                                  |
| 15:00 UTC+1    | Bale 37e       |     | 14e Švento · 32e 38e Mintál · 51e Karhan · 59e Vittek | Spectateurs : 28 493 Arbitrage : Dick van Egmond | Spectateurs : 28 493 Arbitrage : Dick van Egmond |
| 15:00 UTC+1    | Rapport        |     |                                                       | Spectateurs : 28 493 Arbitrage : Dick van Egmond | Spectateurs : 28 493 Arbitrage : Dick van Egmond |

| 7 octobre 2006 | Tchéquie                                                             | 7–0 | Saint-Marin | Stadion u Nisy, Liberec                      |                                              |
| 17:15 UTC+2    | Kulič 15e · Polák 22e · Baroš 32e 68e · Koller 42e 52e · Jarolím 49e |     |             | Spectateurs : 9 514 Arbitrage : Vusal Aliyev | Spectateurs : 9 514 Arbitrage : Vusal Aliyev |
| 17:15 UTC+2    | Rapport                                                              |     |             | Spectateurs : 9 514 Arbitrage : Vusal Aliyev | Spectateurs : 9 514 Arbitrage : Vusal Aliyev |

| 7 octobre 2006 | Chypre                                                                  | 5–2 | République d'Irlande   | Stade GSP, Nicosie                               |                                                  |
| 17:00 UTC+3    | Konstantínou 10e 50e (pen.) · Garpozis (en) 16e · Charalambídis 60e 75e |     | 8e Ireland · 44e Dunne | Spectateurs : 12 000 Arbitrage : Lucílio Batista | Spectateurs : 12 000 Arbitrage : Lucílio Batista |
| 17:00 UTC+3    | Rapport                                                                 |     |                        | Spectateurs : 12 000 Arbitrage : Lucílio Batista | Spectateurs : 12 000 Arbitrage : Lucílio Batista |

| 11 octobre 2006 | République d'Irlande | 1–1 | Tchéquie   | Lansdowne Road, Dublin                          |                                                 |
| 19:30 UTC+1     | Kilbane 62e          |     | 64e Koller | Spectateurs : 35 500 Arbitrage : Bertrand Layec | Spectateurs : 35 500 Arbitrage : Bertrand Layec |
| 19:30 UTC+1     | Rapport              |     |            | Spectateurs : 35 500 Arbitrage : Bertrand Layec | Spectateurs : 35 500 Arbitrage : Bertrand Layec |

| 11 octobre 2006 | Slovaquie | 1–4 | Allemagne                                           | Tehelné pole, Bratislava                     |                                              |
| 20:45 UTC+2     | Varga 58e |     | 13e 72e Podolski · 25e Ballack · 36e Schweinsteiger | Spectateurs : 21 582 Arbitrage : Terje Hauge | Spectateurs : 21 582 Arbitrage : Terje Hauge |
| 20:45 UTC+2     | Rapport   |     |                                                     | Spectateurs : 21 582 Arbitrage : Terje Hauge | Spectateurs : 21 582 Arbitrage : Terje Hauge |

| 11 octobre 2006 | Pays de Galles                          | 3–1 | Chypre    | Millennium Stadium, Cardiff                   |                                               |
| 20:00 UTC+1     | Koumas 33e · Earnshaw 39e · Bellamy 72e |     | 83e Okkás | Spectateurs : 20 456 Arbitrage : Jacek Granat | Spectateurs : 20 456 Arbitrage : Jacek Granat |
| 20:00 UTC+1     | Rapport                                 |     |           | Spectateurs : 20 456 Arbitrage : Jacek Granat | Spectateurs : 20 456 Arbitrage : Jacek Granat |

| 15 novembre 2006 | Chypre    | 1–1 | Allemagne   | Stade GSP, Nicosie                                |                                                   |
| 21:00 UTC+2      | Okkás 43e |     | 16e Ballack | Spectateurs : 15 000 Arbitrage : Peter Fröjdfeldt | Spectateurs : 15 000 Arbitrage : Peter Fröjdfeldt |
| 21:00 UTC+2      | Rapport   |     |             | Spectateurs : 15 000 Arbitrage : Peter Fröjdfeldt | Spectateurs : 15 000 Arbitrage : Peter Fröjdfeldt |

| 15 novembre 2006 | République d'Irlande                           | 5–0 | Saint-Marin | Lansdowne Road, Dublin                          |                                                 |
| 19:30 UTC+0      | Reid 7e · Doyle 24e · Keane 31e 58e (pen.) 85e |     |             | Spectateurs : 34 018 Arbitrage : Lassin Isaksen | Spectateurs : 34 018 Arbitrage : Lassin Isaksen |
| 19:30 UTC+0      | Rapport                                        |     |             | Spectateurs : 34 018 Arbitrage : Lassin Isaksen | Spectateurs : 34 018 Arbitrage : Lassin Isaksen |

| 7 February 2007 | Saint-Marin            | 1–2 | République d'Irlande        | Stade olympique, Serravalle                          |                                                      |
| 20:45 UTC+1     | Manuel Marani (en) 86e |     | 49e Kilbane · 90+4e Ireland | Spectateurs : 3 294 Arbitrage : Peter Rasmussen (en) | Spectateurs : 3 294 Arbitrage : Peter Rasmussen (en) |
| 20:45 UTC+1     | Rapport                |     |                             | Spectateurs : 3 294 Arbitrage : Peter Rasmussen (en) | Spectateurs : 3 294 Arbitrage : Peter Rasmussen (en) |

| 24 mars 2007 | République d'Irlande | 1–0 | Pays de Galles | Croke Park, Dublin                           |                                              |
| 15:00 UTC+0  | Ireland 39e          |     |                | Spectateurs : 72 539 Arbitrage : Terje Hauge | Spectateurs : 72 539 Arbitrage : Terje Hauge |
| 15:00 UTC+0  | Rapport              |     |                | Spectateurs : 72 539 Arbitrage : Terje Hauge | Spectateurs : 72 539 Arbitrage : Terje Hauge |

| 24 mars 2007 | Chypre        | 1–3 | Slovaquie                             | Stade GSP, Nicosie                                 |                                                    |
| 20:00 UTC+2  | Aloneftis 45e |     | 54e Vittek · 67e Škrtel · 77e Jakubko | Spectateurs : 2 696 Arbitrage : Gerald Lehner (en) | Spectateurs : 2 696 Arbitrage : Gerald Lehner (en) |
| 20:00 UTC+2  | Rapport       |     |                                       | Spectateurs : 2 696 Arbitrage : Gerald Lehner (en) | Spectateurs : 2 696 Arbitrage : Gerald Lehner (en) |

| 24 mars 2007 | Tchéquie  | 1–2 | Allemagne       | Toyota Arena, Prague                             |                                                  |
| 20:45 UTC+1  | Baroš 77e |     | 42e 62e Kurányi | Spectateurs : 17 821 Arbitrage : Roberto Rosetti | Spectateurs : 17 821 Arbitrage : Roberto Rosetti |
| 20:45 UTC+1  | Rapport   |     |                 | Spectateurs : 17 821 Arbitrage : Roberto Rosetti | Spectateurs : 17 821 Arbitrage : Roberto Rosetti |

| 28 mars 2007 | Tchéquie  | 1–0 | Chypre | Stadion u Nisy, Liberec                    |                                            |
| 17:25 UTC+2  | Kováč 22e |     |        | Spectateurs : 9 310 Arbitrage : Ivan Bebek | Spectateurs : 9 310 Arbitrage : Ivan Bebek |
| 17:25 UTC+2  | Rapport   |     |        | Spectateurs : 9 310 Arbitrage : Ivan Bebek | Spectateurs : 9 310 Arbitrage : Ivan Bebek |

| 28 mars 2007 | République d'Irlande | 1–0 | Slovaquie | Croke Park, Dublin                              |                                                 |
| 19:45 UTC+1  | Doyle 13e            |     |           | Spectateurs : 71 297 Arbitrage : Iouri Baskakov | Spectateurs : 71 297 Arbitrage : Iouri Baskakov |
| 19:45 UTC+1  | Rapport              |     |           | Spectateurs : 71 297 Arbitrage : Iouri Baskakov | Spectateurs : 71 297 Arbitrage : Iouri Baskakov |

| 28 mars 2007 | Pays de Galles                          | 3–0 | Saint-Marin | Millennium Stadium, Cardiff                         |                                                     |
| 20:00 UTC+1  | Giggs 3e · Bale 20e · Koumas 63e (pen.) |     |             | Spectateurs : 18 752 Arbitrage : Ararat Tshagharyan | Spectateurs : 18 752 Arbitrage : Ararat Tshagharyan |
| 20:00 UTC+1  | Rapport                                 |     |             | Spectateurs : 18 752 Arbitrage : Ararat Tshagharyan | Spectateurs : 18 752 Arbitrage : Ararat Tshagharyan |

| 2 juin 2007 | Pays de Galles | 0–0 | Tchéquie | Millennium Stadium, Cardiff                         |                                                     |
| 15:00 UTC+1 |                |     |          | Spectateurs : 30 714 Arbitrage : Paul Allaerts (en) | Spectateurs : 30 714 Arbitrage : Paul Allaerts (en) |
| 15:00 UTC+1 | Rapport        |     |          | Spectateurs : 30 714 Arbitrage : Paul Allaerts (en) | Spectateurs : 30 714 Arbitrage : Paul Allaerts (en) |

| 2 juin 2007 | Allemagne                                                                | 6–0 | Saint-Marin | Frankenstadion, Nuremberg                     |                                               |
| 19:00 UTC+2 | Kurányi 45e · Jansen 52e · Frings 56e (pen.) · Gómez 63e 65e · Fritz 67e |     |             | Spectateurs : 43 967 Arbitrage : Jouni Hyytiä | Spectateurs : 43 967 Arbitrage : Jouni Hyytiä |
| 19:00 UTC+2 | Rapport                                                                  |     |             | Spectateurs : 43 967 Arbitrage : Jouni Hyytiä | Spectateurs : 43 967 Arbitrage : Jouni Hyytiä |

| 6 juin 2007 | Allemagne                           | 2–1 | Slovaquie           | AOL Arena, Hambourg                                   |                                                       |
| 20:30 UTC+2 | Ďurica 10e (csc) · Hitzlsperger 43e |     | 20e (csc) Metzelder | Spectateurs : 51 500 Arbitrage : Olegário Benquerença | Spectateurs : 51 500 Arbitrage : Olegário Benquerença |
| 20:30 UTC+2 | Rapport                             |     |                     | Spectateurs : 51 500 Arbitrage : Olegário Benquerença | Spectateurs : 51 500 Arbitrage : Olegário Benquerença |

| 22 August 2007 | Saint-Marin | 0–1 | Chypre    | Stade olympique, Serravalle                |                                            |
| 21:00 UTC+2    |             |     | 54e Okkás | Spectateurs : 552 Arbitrage : Albano Janku | Spectateurs : 552 Arbitrage : Albano Janku |
| 21:00 UTC+2    | Rapport     |     |           | Spectateurs : 552 Arbitrage : Albano Janku | Spectateurs : 552 Arbitrage : Albano Janku |

| 8 septembre 2007 | Saint-Marin | 0–3 | Tchéquie                                     | Stade olympique, Serravalle                     |                                                 |
| 20:15 UTC+2      |             |     | 33e Rosický · 75e Jankulovski · 90+3e Koller | Spectateurs : 3 412 Arbitrage : Dejan Filipović | Spectateurs : 3 412 Arbitrage : Dejan Filipović |
| 20:15 UTC+2      | Rapport     |     |                                              | Spectateurs : 3 412 Arbitrage : Dejan Filipović | Spectateurs : 3 412 Arbitrage : Dejan Filipović |

| 8 septembre 2007 | Slovaquie                    | 2–2 | République d'Irlande   | Tehelné pole, Bratislava                        |                                                 |
| 20:30 UTC+2      | Klimpl (en) 37e · Čech 90+1e |     | 7e Ireland · 57e Doyle | Spectateurs : 12 360 Arbitrage : Stefano Farina | Spectateurs : 12 360 Arbitrage : Stefano Farina |
| 20:30 UTC+2      | Rapport                      |     |                        | Spectateurs : 12 360 Arbitrage : Stefano Farina | Spectateurs : 12 360 Arbitrage : Stefano Farina |

| 8 septembre 2007 | Pays de Galles | 0–2 | Allemagne    | Millennium Stadium, Cardiff                             |                                                         |
| 19:30 UTC+1      |                |     | 5e 60e Klose | Spectateurs : 25 000 Arbitrage : Manuel Mejuto González | Spectateurs : 25 000 Arbitrage : Manuel Mejuto González |
| 19:30 UTC+1      | Rapport        |     |              | Spectateurs : 25 000 Arbitrage : Manuel Mejuto González | Spectateurs : 25 000 Arbitrage : Manuel Mejuto González |

| 12 septembre 2007 | Slovaquie      | 2–5 | Pays de Galles                                                    | Štadión Antona Malatinského, Trnava             |                                                 |
| 18:30 UTC+2       | Mintál 12e 57e |     | 22e Eastwood · 34e 41e Bellamy · 78e (csc) Ďurica · 90e S. Davies | Spectateurs : 5 486 Arbitrage : Laurent Duhamel | Spectateurs : 5 486 Arbitrage : Laurent Duhamel |
| 18:30 UTC+2       | Rapport        |     |                                                                   | Spectateurs : 5 486 Arbitrage : Laurent Duhamel | Spectateurs : 5 486 Arbitrage : Laurent Duhamel |

| 12 septembre 2007 | Chypre                             | 3–0 | Saint-Marin | Stade GSP, Nicosie                                  |                                                     |
| 20:00 UTC+3       | Makridis 15e · Aloneftis 41e 90+2e |     |             | Spectateurs : 600 Arbitrage : Aleksei Kulbakov (en) | Spectateurs : 600 Arbitrage : Aleksei Kulbakov (en) |
| 20:00 UTC+3       | Rapport                            |     |             | Spectateurs : 600 Arbitrage : Aleksei Kulbakov (en) | Spectateurs : 600 Arbitrage : Aleksei Kulbakov (en) |

| 12 septembre 2007 | Tchéquie        | 1–0 | République d'Irlande | AXA Arena, Prague                               |                                                 |
| 20:30 UTC+2       | Jankulovski 15e |     |                      | Spectateurs : 16 648 Arbitrage : Kýros Vassáras | Spectateurs : 16 648 Arbitrage : Kýros Vassáras |
| 20:30 UTC+2       | Rapport         |     |                      | Spectateurs : 16 648 Arbitrage : Kýros Vassáras | Spectateurs : 16 648 Arbitrage : Kýros Vassáras |

| 13 octobre 2007 | Slovaquie                                                                               | 7–0 | Saint-Marin | Mestský štadión (en), Dubnica nad Váhom    |                                            |
| 15:00 UTC+2     | Hamšík 24e · Šesták 32e 57e · Sapara 37e · Škrtel 51e · Hološko 54e · Ďurica 76e (pen.) |     |             | Spectateurs : 2 576 Arbitrage : Luc Wilmes | Spectateurs : 2 576 Arbitrage : Luc Wilmes |
| 15:00 UTC+2     | Rapport                                                                                 |     |             | Spectateurs : 2 576 Arbitrage : Luc Wilmes | Spectateurs : 2 576 Arbitrage : Luc Wilmes |

| 13 octobre 2007 | Chypre                            | 3–1 | Pays de Galles | Stade GSP, Nicosie                              |                                                 |
| 19:15 UTC+3     | Okkás 59e 68e · Charalambídis 79e |     | 21e Collins    | Spectateurs : 8 500 Arbitrage : Carlo Bertolini | Spectateurs : 8 500 Arbitrage : Carlo Bertolini |
| 19:15 UTC+3     | Rapport                           |     |                | Spectateurs : 8 500 Arbitrage : Carlo Bertolini | Spectateurs : 8 500 Arbitrage : Carlo Bertolini |

| 13 octobre 2007 | République d'Irlande | 0–0 | Allemagne | Croke Park, Dublin                              |                                                 |
| 19:45 UTC+1     |                      |     |           | Spectateurs : 67 495 Arbitrage : Martin Hansson | Spectateurs : 67 495 Arbitrage : Martin Hansson |
| 19:45 UTC+1     | Rapport              |     |           | Spectateurs : 67 495 Arbitrage : Martin Hansson | Spectateurs : 67 495 Arbitrage : Martin Hansson |

| 17 octobre 2007 | Saint-Marin | 1–2 | Pays de Galles            | Stade olympique, Serravalle                    |                                                |
| 20:15 UTC+2     | Selva 73e   |     | 13e Earnshaw · 36e Ledley | Spectateurs : 1 182 Arbitrage : Anthony Zammit | Spectateurs : 1 182 Arbitrage : Anthony Zammit |
| 20:15 UTC+2     | Rapport     |     |                           | Spectateurs : 1 182 Arbitrage : Anthony Zammit | Spectateurs : 1 182 Arbitrage : Anthony Zammit |

| 17 octobre 2007 | République d'Irlande | 1–1 | Chypre             | Croke Park, Dublin                             |                                                |
| 19:30 UTC+1     | Finnan 90+2e         |     | 80e Okkarides (en) | Spectateurs : 54 000 Arbitrage : Mikko Vuorela | Spectateurs : 54 000 Arbitrage : Mikko Vuorela |
| 19:30 UTC+1     | Rapport              |     |                    | Spectateurs : 54 000 Arbitrage : Mikko Vuorela | Spectateurs : 54 000 Arbitrage : Mikko Vuorela |

| 17 octobre 2007 | Allemagne | 0–3 | Tchéquie                                | Allianz Arena, Munich                        |                                              |
| 20:45 UTC+2     |           |     | 2e Sionko · 23e Matějovský · 63e Plašil | Spectateurs : 66 600 Arbitrage : Howard Webb | Spectateurs : 66 600 Arbitrage : Howard Webb |
| 20:45 UTC+2     | Rapport   |     |                                         | Spectateurs : 66 600 Arbitrage : Howard Webb | Spectateurs : 66 600 Arbitrage : Howard Webb |

| 17 novembre 2007 | Pays de Galles        | 2–2 | République d'Irlande  | Millennium Stadium, Cardiff                         |                                                     |
| 15:00 UTC+0      | Koumas 23e 89e (pen.) |     | 31e Keane · 60e Doyle | Spectateurs : 24 619 Arbitrage : Oleh Oriekhov (en) | Spectateurs : 24 619 Arbitrage : Oleh Oriekhov (en) |
| 15:00 UTC+0      | Rapport               |     |                       | Spectateurs : 24 619 Arbitrage : Oleh Oriekhov (en) | Spectateurs : 24 619 Arbitrage : Oleh Oriekhov (en) |

| 17 novembre 2007 | Allemagne                                              | 4–0 | Chypre | AWD-Arena, Hanovre                                    |                                                       |
| 20:00 UTC+1      | Fritz 2e · Klose 20e · Podolski 53e · Hitzlsperger 82e |     |        | Spectateurs : 45 016 Arbitrage : Peter Rasmussen (en) | Spectateurs : 45 016 Arbitrage : Peter Rasmussen (en) |
| 20:00 UTC+1      | Rapport                                                |     |        | Spectateurs : 45 016 Arbitrage : Peter Rasmussen (en) | Spectateurs : 45 016 Arbitrage : Peter Rasmussen (en) |

| 17 novembre 2007 | Tchéquie                              | 3–1 | Slovaquie        | AXA Arena, Prague                            |                                              |
| 20:30 UTC+1      | Grygera 13e · Kulič 76e · Rosický 83e |     | 79e (csc) Kadlec | Spectateurs : 15 681 Arbitrage : Tony Asumaa | Spectateurs : 15 681 Arbitrage : Tony Asumaa |
| 20:30 UTC+1      | Rapport                               |     |                  | Spectateurs : 15 681 Arbitrage : Tony Asumaa | Spectateurs : 15 681 Arbitrage : Tony Asumaa |

| 21 novembre 2007 | Chypre  | 0–2 | Tchéquie               | Stade GSP, Nicosie                                |                                                   |
| 18:30 UTC+2      |         |     | 11e Pudil · 74e Koller | Spectateurs : 8 000 Arbitrage : Levan Paniashvili | Spectateurs : 8 000 Arbitrage : Levan Paniashvili |
| 18:30 UTC+2      | Rapport |     |                        | Spectateurs : 8 000 Arbitrage : Levan Paniashvili | Spectateurs : 8 000 Arbitrage : Levan Paniashvili |

| 21 novembre 2007 | Allemagne | 0–0 | Pays de Galles | Commerzbank-Arena, Francfort-sur-le-Main        |                                                 |
| 20:30 UTC+1      |           |     |                | Spectateurs : 49 252 Arbitrage : Cristian Balaj | Spectateurs : 49 252 Arbitrage : Cristian Balaj |
| 20:30 UTC+1      | Rapport   |     |                | Spectateurs : 49 252 Arbitrage : Cristian Balaj | Spectateurs : 49 252 Arbitrage : Cristian Balaj |

| 21 novembre 2007 | Saint-Marin | 0–5 | Slovaquie                                              | Stade olympique, Serravalle                   |                                               |
| 20:30 UTC+1      |             |     | 42e Michalík · 51e Hološko · 53e Hamšík · 57e 83e Čech | Spectateurs : 500 Arbitrage : Andrejs Sipailo | Spectateurs : 500 Arbitrage : Andrejs Sipailo |
| 20:30 UTC+1      | Rapport     |     |                                                        | Spectateurs : 500 Arbitrage : Andrejs Sipailo | Spectateurs : 500 Arbitrage : Andrejs Sipailo |